# 椿姫 (1988年の映画)
『椿姫』は1988年6月4日に公開された日本映画。松竹配給。上映時間96分。主演は松坂慶子、加藤健一。
第12回日本アカデミー賞最優秀音楽賞受賞、ノミネート：脚本賞、主演女優賞。

## スタッフ
- 監督：朝間義隆
- 脚本：山田洋次、朝間義隆
- 撮影：花田三史
- 音楽：三枝成彰

## キャスト
- 松坂慶子
- 加藤健一
- 秋山恵美子
- 秋吉満ちる
- すまけい